# El puente de los enamorados
El puente de los enamorados (título original: Love Locks) es un telefilme estadounidense de romance de 2017, dirigido por Martin Wood, escrito por Teena Booth, John Tinker, Neal H. Dobrofsky y Tippi Dobrofsky, musicalizado por Hamish Thomson, en la fotografía estuvo Richard Ciupka, los protagonistas son Rebecca Romijn, Jerry O'Connell y Bruce Davison, entre otros. Este largometraje fue producido por Muse Entertainment Enterprises y Crown Media Productions; se estrenó el 28 de enero de 2017.

## Sinopsis
Trata acerca de una mujer que retorna a París luego de veinte años, y se vuelve a encontrar con su novio de la facultad y primer amor.